# Hemsworth (circonscription britannique)
Pour les articles homonymes, voir Hemsworth (homonymie).

Hemsworth dans le West Yorkshire.

La circonscription de Hemsworth  est une circonscription anglaise située dans le West Yorkshire, et représentée à la Chambre des communes du Parlement britannique depuis 1996 par Jon Trickett, du Parti travailliste.